# Płynące wieżowce
Um Mergulho no Espaço (em polonês: Płynące wieżowce) é um filme de drama com temática LGBT escrito e dirigido por Tomasz Wasilewski, e estrelando Mateusz Banasiuk, Marta Nieradkiewicz, Bartosz Gelner e Katarzyna Herman. Foi lançado durante o Festival de Cinema de Tribeca de 2013, realizado na cidade de Nova Iorque, e é a primeira produção polaca que lida principalmente com questões de sexo entre pessoas do mesmo sexo.

## Sinopse
Em Varsóvia, um nadador de cerca de vinte e cinco anos de idade descobre a sua homossexualidade. Kuba é um homem de caráter viril: ele adora esporte, especialmente natação, ele tem há dois anos uma namorada muito bonita, Sylwia, e ele é amado por sua mãe, Ewa, com quem o jovem casal vive. Esta vida perfeita começa a desmoronar quando ele se reúne em uma noite com amigos e conhece Michał, um jovem e belo estudante. Uma forte ligação nasce entre os jovens rapazes, e Sylwia começa a temer que ela poderá perder seu namorado. O mundo dos três está de cabeça para baixo.

## Elenco
- Mateusz Banasiuk como Kuba
- Bartosz Gelner como Michał
- Marta Nieradkiewicz como Sylwia
- Katarzyna Herman como Ewa
- Olga Frycz como Monika
- Izabela Kuna como Krystyna
- Mirosław Zbrojewicz como Jacek
- Katarzyna Maciąg como Ania
- Mariusz Drężek como treinador de Kuba
- Michał Podsiadło como Witek